# Stadhuis van Eindhoven
Het stadhuis van Eindhoven is het gemeentehuis van de Noord-Brabantse stad Eindhoven. Het stadhuis werd in de jaren zestig gebouwd en was ontworpen door architect Jan van der Laan.

## Geschiedenis
Met de gemeentefusie van Eindhoven in 1920 was er behoefte aan een groter en nieuwer stadhuis dat het oude stadhuis van Eindhoven zou vervangen. Er werd een ontwerpwedstrijd gehouden en in 1938 werden er uit 110 inzendingen vier ontwerpen gekozen voor een vervolgopdracht. Op 11 mei 1939 koos de jury voor het ontwerp van architect Jan van der Laan. Een jaar later werd het definitieve ontwerp goedgekeurd, maar door de uitgebroken Tweede Wereldoorlog liet het bouwproject nog even op zich wachten.
Bij de wederopbouwplannen van Eindhoven in 1946 werd er een wijziging in het ontwerp aangebracht. Als eerste werd het secretariegebouw gebouwd en die werd in 1952 voltooid. Voor de rest van de plannen van het stadhuis werden nog de nodige aanpassingen gemaakt door de loop der jaren. Na deze wijzigingen werd begonnen aan de bouw van het nieuwe stadhuis en deze werd in 1969, na de dood van Van der Laan, voltooid. Op 18 september 1969 werd het stadhuis geopend door koningin Juliana der Nederlanden.
In 2001 werd het stadhuis uitgebreid gerenoveerd. Hierbij werd onder meer een glazen dak in het gebouw aangebracht. Een volgende verbouwing volgde in 2020 en deze was verantwoordelijk voor de groene entree voor de hoogbouw van het stadhuis.

## Kunst
Een aantal kunstenaars maakten voor het stadhuis enkele kunstwerken. Ad Dekkers vervaardigde een wandreliëf voor in de raadszaal en Peter Struycken maakte het tegelreliëf op de wanden tegenover de liften in de hoogbouw van het stadhuis. Arthur Spronken creëerde het gevelbeeld van het gebouw en André Volten was verantwoordelijk voor het hangende beeldhouwwerk in de burgerzaal.

## Galerij

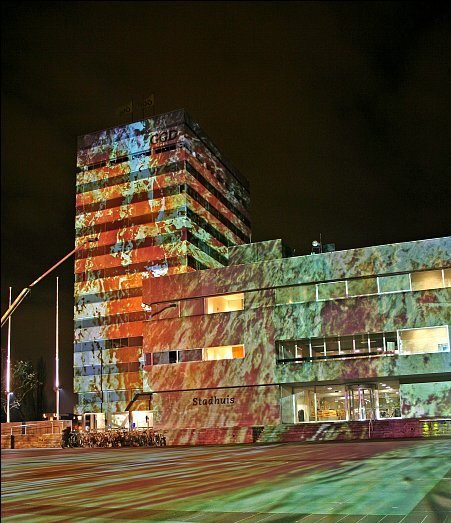
Het stadhuis tijdens het GLOW Festival in 2007
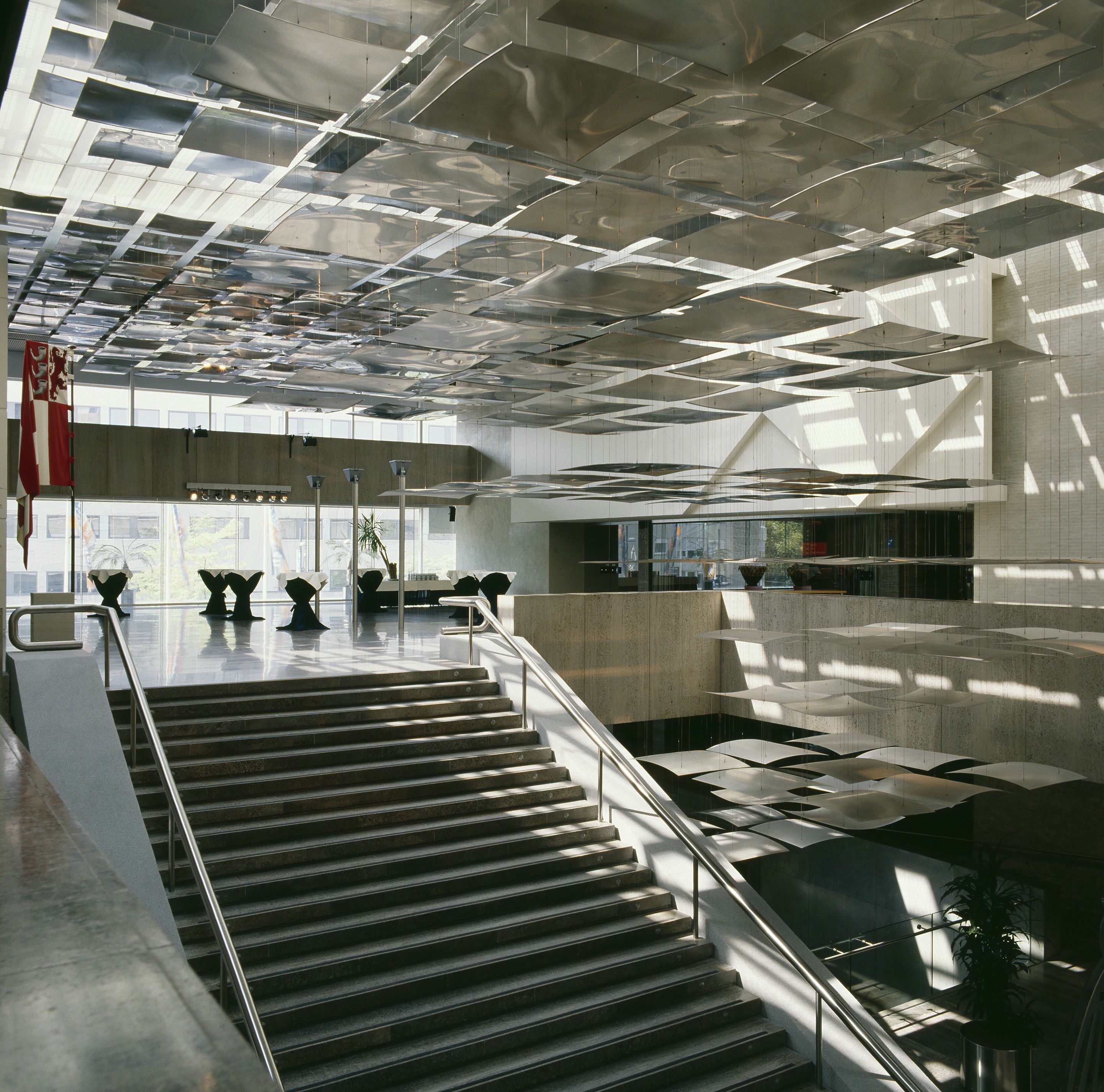
Centrale hal
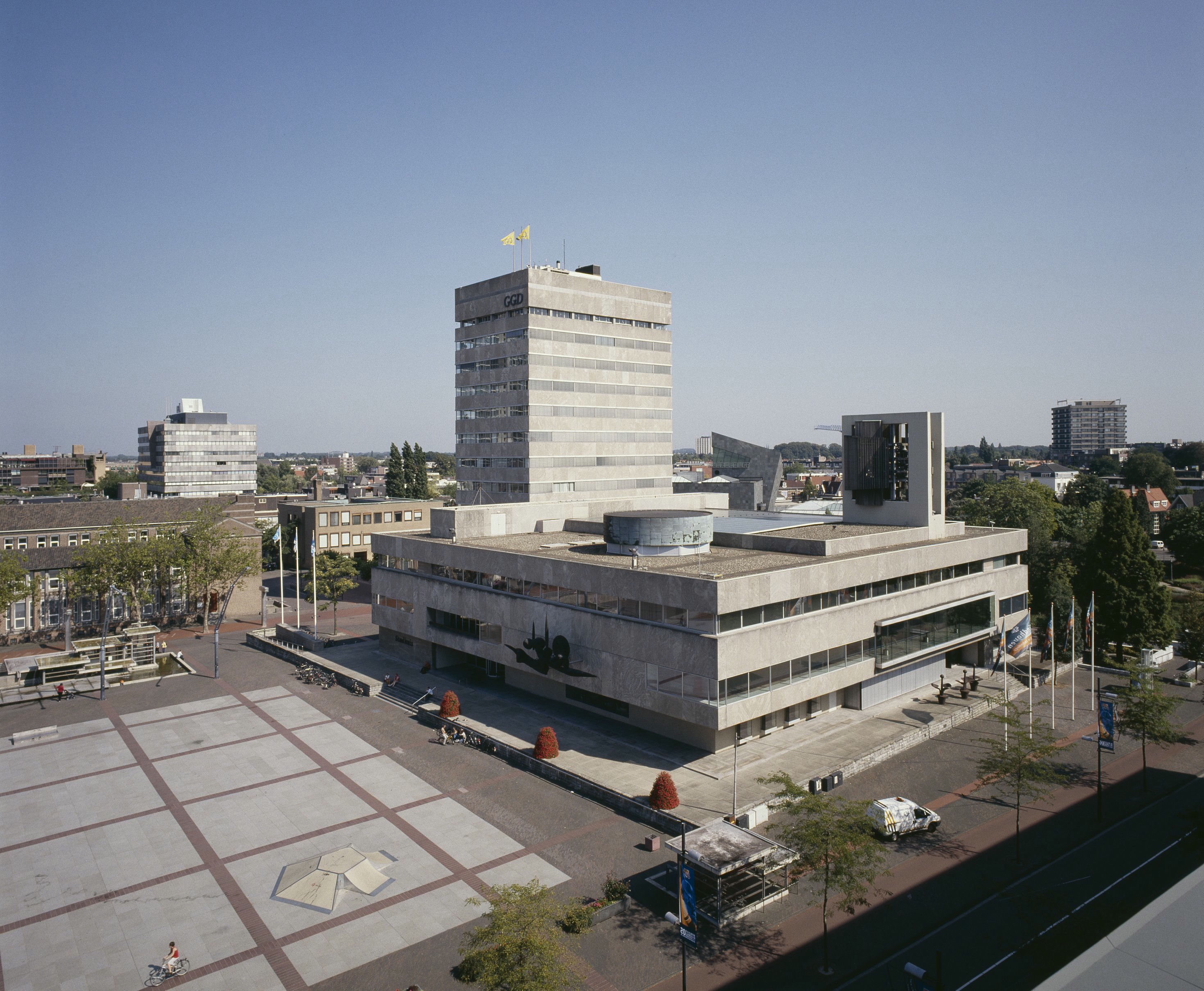
Zicht op het stadhuis vanaf de Wal
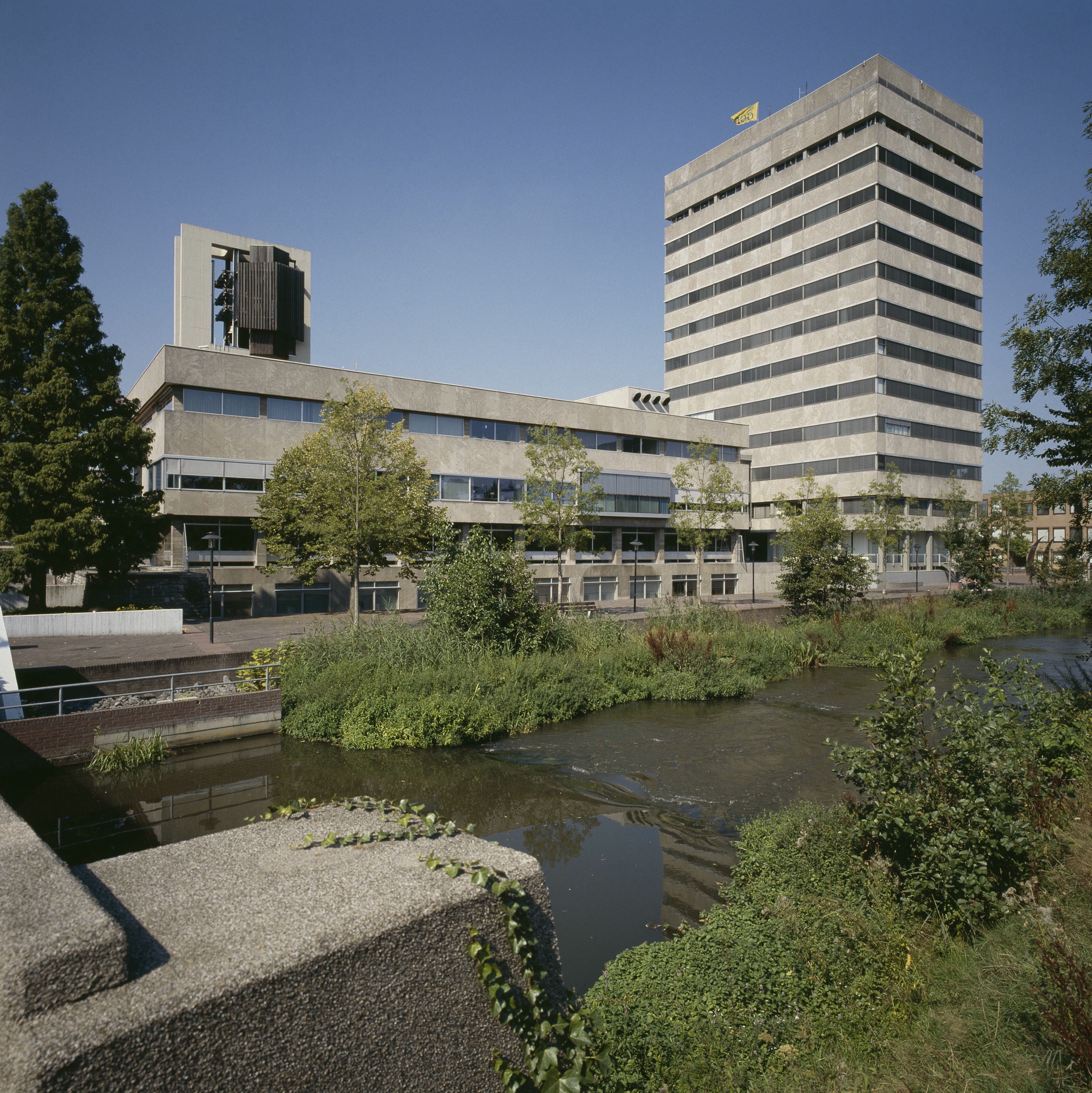
De achtergevel met de Dommel